# Claudia von Brauchitsch

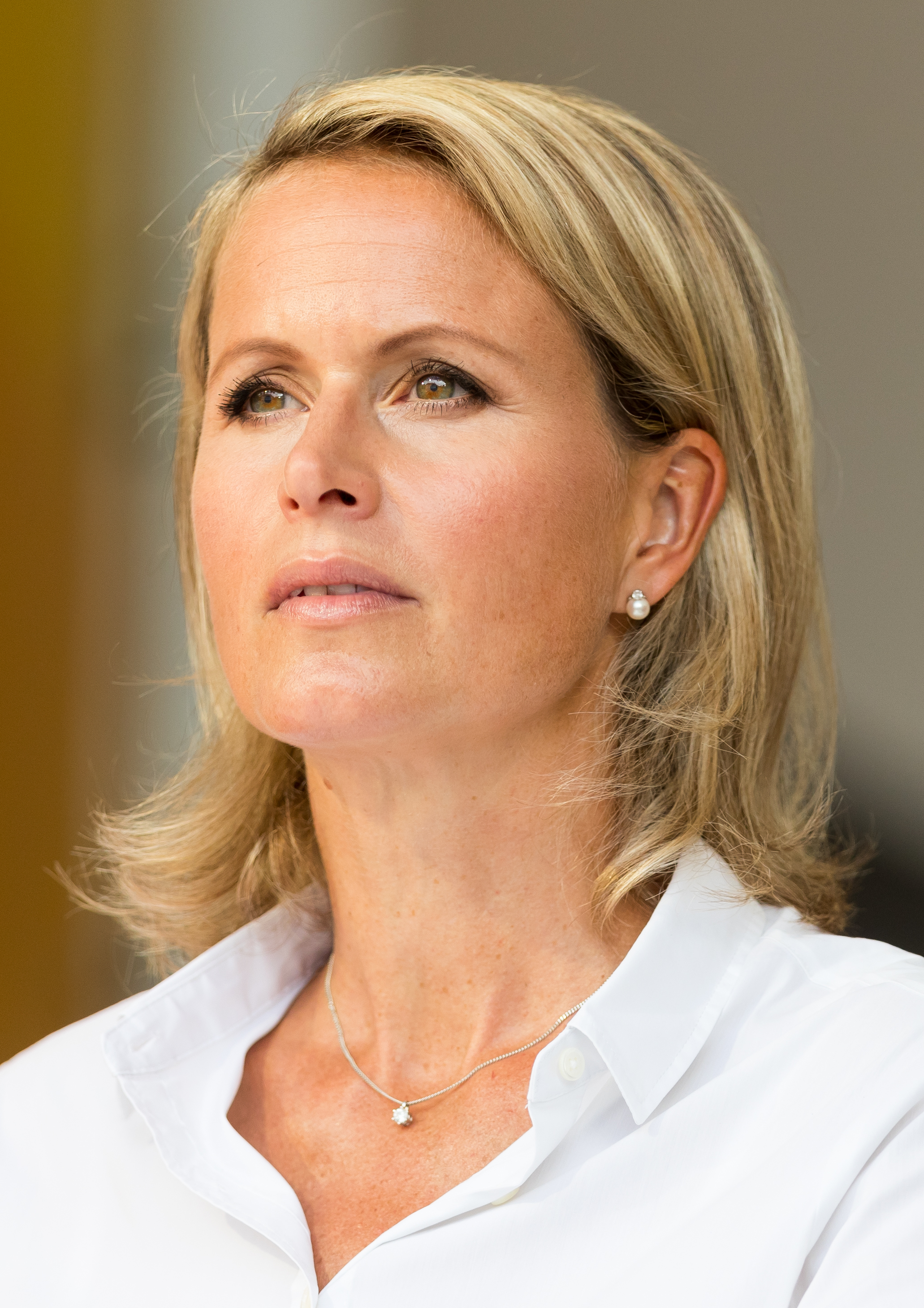
Claudia von Brauchitsch (2017)

Claudia von Brauchitsch (* 15. September 1974 als Claudia Eberl in München) ist eine deutsche Journalistin und Fernsehmoderatorin.

## Leben und Karriere
Claudia von Brauchitsch absolvierte von 1994 bis 1996 Praktika beim Münchner Merkur, RTL und RTL II. Ab 1995 studierte sie Musikpädagogik, Musikwissenschaft und Kommunikationswissenschaft an der LMU München. Ab 1996 war sie Moderatorin und Sprecherin der Medienagentur Media D und von 1997 bis 1999 redaktionelle Mitarbeiterin bei RTL. Außerdem moderierte sie 1999 und 2000 bei RTL München Live und IT-TV.
Von Juni 2000 bis 2008 war von Brauchitsch Redakteurin und Moderatorin bei den Nachrichten auf N24. Sie moderierte unter anderem das Magazin Studio 24, außerdem war sie 2005 das Hauptgesicht der SAT.1 News – Die Nacht. Ab dem 1. November 2009 moderierte sie die Sendung TV Bayern Live, die sonntags um 17:45 Uhr im bayerischen RTL-Regionalfenster aus dem rt1.media group-Studio in Augsburg gesendet wird. Zudem war sie bis 2018 beim partei-eigenen Fernsehsender CDU.TV als freie Moderatorin und Redakteurin tätig. Von 2012 bis 2019 moderierte sie auch bei Sky Sport News und im November 2018 die Regionalkonferenzen im Vorfeld der Neuwahl des CDU-Vorsitzenden.
Von August 2019 bis November 2022 moderierte von Brauchitsch die SAT.1-Magazinsendung Akte.
Am 19. September 2021 moderierte sie mit Linda Zervakis das finale TV-Triell vor der Bundestagswahl 2021 in ProSieben, Sat.1, Kabel eins und auf dem YouTube-Kanal der Wissenssendung Galileo. Von Brauchitsch und Zervakis moderieren zusammen auch seit November 2021 im Rahmen von Sonderprogrammierungen die gemeinsamen monothematischen Infosendungen der Sender ProSieben und Sat.1.
Seit dem 1. Januar 2023 ist von Brauchitsch Anchorwoman bei den Sat.1 Nachrichten bzw. dessen Nachfolgesendung :newstime. Sie moderiert die Sendung unter anderem im Wechsel mit Marc Bator.

## Privates
Claudia von Brauchitsch ist Mutter von zwei Kindern. Sie ist verheiratet mit Malte von Brauchitsch, einem Sohn von Eberhard von Brauchitsch.